# 切列平卡
49°24′32″N 29°50′10″E / 49.40889°N 29.83611°E
切雷平卡（烏克蘭語：Черепинка）是位於烏克蘭北部的村莊，由基辅州白采爾克瓦區的泰蒂伊夫市鎮負責管轄。該村面積2.2平方公里，海拔高度218米，2001年人口279，人口密度每平方公里126.9人。